# 凤尾旱蕨
凤尾旱蕨（学名：Cheilanthes christii）为凤尾蕨科碎米蕨属下的一个种。生长在旱河谷石缝，海拔1340-2860米。